# Hümér
A Hümér magyar nyelvújítás korabeli alkotás a Fidél név magyarítására a hű melléknévből, az Elemér, Tihamér stb. nevek mintájára.

## Gyakorisága
Az 1990-es években szórványos név, a 2000-es években nem szerepel a 100 leggyakoribb férfinév között.

## Névnapok
- április 24.[2]
- november 12.[2]

## Híres Hümérek
- Hültl Hümér, sebész, egyetemi tanár, a „szike Paganinije”.